# Dorudon
A Dorudon az emlősök (Mammalia) osztályának párosujjú patások (Artiodactyla) rendjébe, ezen belül a Whippomorpha alrendjébe és a fosszilis Basilosauridae családjába tartozó nem.

## Tudnivalók
A Dorudon ami azt jelenti, hogy „lándzsa fogú” egy közeli rokona volt a Basilosaurusnak. A Dorudon atrox fogaiknak számozása a következő: {\displaystyle {\tfrac {3.1.4.2}{3.1.4.3}}}. A Dorudon sokkal kisebb volt rokonánál, csak az 5 méteres hosszt érte el. Teste jobban hasonlított a mai delfinekhez és gyorsan tudott úszni. Az állat ragadozó életmódot folytatott, és tápláléka kis halak és tintahalak voltak. Az állatnak lándzsaszerű fogazata volt, ahogy ezt a neve is mutatja, és a világ meleg tengereiben élt. Neki is hiányzott a spermaceti-szerve, de másképp nagyon hasonlított a mai cetekre.

## Rendszerezés
A nembe az alábbi 2 faj tartozik:
- Dorudon atrox Andrews, 1906
- Dorudon serratus Gibbes, 1845 - típusfaj

## Lelőhelyek
Dorudon maradványokat fedeztek fel Egyiptomban (Fayum lelőhely), a Szahara nyugati felé, Pakisztánban, Észak-Amerika területén és Új-Zélandon.

## Források

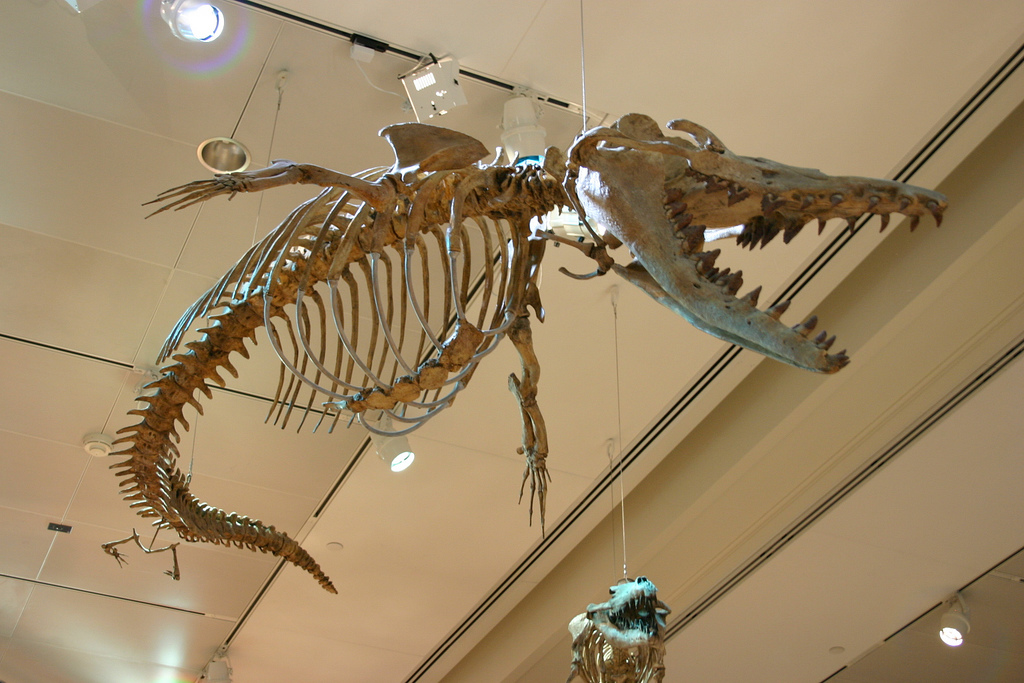
A Dorudon atrox csontváza